# Mountain Lakes
Mountain Lakes est une localité de l'état du New Jersey aux États-Unis, dans le Comté de Morris.
Sa population était de 4 160 habitants en 2010.